# 横浜市立さわの里小学校
横浜市立さわの里小学校（よこはましりつ さわのさとしょうがっこう）は、神奈川県横浜市磯子区上中里町にある公立小学校。

## 概要
横浜市立上中里小学校と横浜市立氷取沢小学校の統合により、2007年4月1日に開校した。

## 沿革[2]
- 2007年（平成19年）
  - 4月1日 - 開校。開校式挙行。
  - 9月15日 - 体育館改修工事開始（翌年2月29日終了）。
- 2008年（平成20年）7月28日 - 正門門扉改修工事開始（同年8月25日終了）。
- 2009年（平成21年）12月2日 - 太陽光発電設備設置工事開始（翌年3月31日終了）。
- 2012年（平成24年）5月23日 - 校舎耐震補強工事開始（同年9月14日終了）。
- 2014年（平成26年）
  - 4月8日 - プール改修その他工事開始（同年6月20日終了）。
  - 11月5日 - エレベーター設置工事開始（翌年3月31日終了）。

## 通学区域と進学先中学校
出典

### 通学区域
- 磯子区
  - 上中里町（全域）
  - 栗木3丁目（9番～33番、34番25号～34番の終り）
  - 杉田8丁目（1番1号～1番46号、3番13号～3番45号、9番34号～9番67号、28番1号～28番10号）
  - 氷取沢町（全域）

### 進学先中学校
- 横浜市立浜中学校 - 上中里町（全域）、栗木3丁目（9番～33番、34番25号～34番の終り）、杉田8丁目（1番1号～1番46号、3番13号～3番45号、9番34号～9番67号、28番1号～28番10号）、氷取沢町（1010番地のみ）から通う児童の主な進学先中学校
- 横浜市立富岡中学校 - 氷取沢町（1010番地を除く）から通う児童の主な進学先中学校

## 交通アクセス
- 横浜市営バス「107」・「293」の各系統で、「さわの里小学校前」バス停下車。
- 上述の市営バスに乗車し、「さわの里小学校前」バス停まで、JR東日本根岸線の、
  - 洋光台駅から「107」系統で、16分～19分。
  - 磯子駅から「293」系統で、30分～31分。

## 学校周辺
- 上中里団地
- 学校法人隨縁寺学園上中里幼稚園 - 進級前幼稚園のひとつ
- 上中里公園
- 隨縁寺
- 横浜上中里郵便局
- 磯子カンツリークラブ